# 김은성 (교수)
김은성(1971년~)은 대한민국의 실험물리학자이다. 현재 KAIST 물리학과 교수로써, 주로 저온 물리학의 현상론적 연구를 수행한다.

## 경력 및 연구
김은성은 1998년 부산대학교 물리학과에서 학사를 졸업하고, 동 대학원에서 석사1학년을 수료 한 후 2004년 미국 펜실베이니아 주립 대학교에서 저온물리학 실험으로 박사학위를 받았다. 동 대학교에서 박사 후 연구원으로 지내다가 2006년에 KAIST 물리학과 교수로 부임하였다.
그는 2004년 그의 지도교수인 모제스 챈과 함께 고체 헬륨이 극저온(2.176K) 정도로 낮췄을 때 헬륨의 일부가 초유체가 돼 고체의 구속에서 벗어난다는 초고체 최초로 현상을 발견하였다.
그러나 2010년 모제스 챈의 스승인 코넬대 물리학과 존 레피 교수는 헬륨이 담긴 비틀림 진동자의 진동주기가 극저온에서 짧아지는 원인은 초고체라는 새로운 물질 상태가 아닌 고체 헬륨의 탄성 변화가 원인일 것이라고 반박하였다. 이에 같은 해 말 김은성 교수 팀은 다시 고체 헬륨의 탄성과 진동주기는 별 관련이 없다는 재반박 논문을 발표하였다. 그러나 2012년에 김은성 교수의 지도교수 챈은 종래의 연구 결과를 부정하여 초고체는 존재하지 않으며 8년 전의 실험과 해석에 오류가 있었다고 발표했다.